# Aisling Bea
Aisling Bea (geboren Aisling O'Sullivan, 16 maart 1984) is een Ierse actrice, comédienne en schrijfster. Ze is vaak te zien op de Britse televisie in zogenaamde panelshows. Zo is ze een van de vaste teamleiders van het programma 8 out of 10 Cats.

## Jeugd
Bea werd geboren in County Kildare, Ierland. Haar grootvader was schrijver en haar vader een professionele jockey. Haar vader overleed al snel na de geboorte van Aisling. Het gezin heeft twee kinderen.
Bea heeft een diploma in Frans en Filosofie van de Universiteit van Dublin. Daarnaast heeft ze gestudeerd aan de London Academy of Music and Dramatic Art.

## Carrière
In 2012 won Bea de Gilded Balloon award op het Edinburgh Festival, een prijs voor beste nieuwkomer in het komedie circuit. Ze was de tweede vrouw in 25 jaar die de prijs won. Sindsdien heeft Bea meerdere theatertours gehad en is ze in meerdere Britse tv-programma's te gast geweest. Voorbeelden hiervan zijn:
- Never Mind the Buzzcocks
- Would I Lie to You?
- QI
- The Big Fat Quiz of the Year
- Taskmaster

## Acteerwerk
Bea heeft ook in verschillende Britse televisieseries en films gespeeld. Ze was onder andere te zien in Lewis, The Fall, Damned en We Are Klang.

## Wetenswaardigheden
Aisling veranderde haar achternaam omdat er al een Ierse actrice bekend is met de naam Aisling O'Sullivan. Ze koos Bea als verwijzing naar Brian, de naam van haar overleden vader.